# Catulli Carmina
I Catulli Carmina (Ludi Scaenici) sono una cantata scenica di Carl Orff composta fra il 1940 e il 1943. L'opera è composta dai testi di Catullo, il poeta romano del I secolo a.C., e da Orff stesso nell'apertura. I Catulli Carmina rappresentano la seconda cantata dei Trionfi, il trittico musicale che comprende anche i Carmina Burana (1937) e il Trionfo di Afrodite (1953).
L'opera è scritta per soprano e tenore soli, un coro misto, e un'orchestra interamente percussiva - il che è forse ispirato da Les Noces di Stravinskij - composta da quattro pianoforti, timpani, grancassa, 3 tamburelli, triangolo, nacchere, maracas, piatti sospesi e crash, cimbali antichi (senza altezza specificata), tam-tam, litofono, Metallofono, 2 glockenspiel, un blocco di legno, xilofono e uno xilofono tenore.
L'opera è un altro memorabile esempio dell'eclettico utilizzo di Carl Orff dell'orchestra, delle percussioni e dell'azione sul palco. Il ruolo dell'orchestra è limitato solo nel quadro iniziale della storia, mentre nella porzione centrale, con i testi di Catullo, i solisti sono solo accompagnati dal coro (canto a Cappella) che imita la presenza del coro greco. 
Musicalmente parlando, l'opera è un allontanamento stilistico dai toni romantici dei Carmina Burana, composta da una continua, ossessiva ripetizione di melismi, di frasi musicali, cadenzati ritmi sincopati, che in parte avevano anche contraddistinto l'opera precedente.
Gli studiosi hanno ampiamente discusso circa il motivo per cui questo è un lavoro meno noto rispetto al suo predecessore, fin dalla sua comparsa. La maggior parte di loro è giunta alla conclusione che, con la caduta della Germania nazista e la depressione d'Europa all'indomani della seconda guerra mondiale, semplicemente non ha avuto l'opportunità di essere presentata al grande pubblico, e il dinisteresse che ha avuta allora, perpetra ancor oggi; infatti è una delle opere meno eseguite di Orff.

## Trama
La storia racconta di Catullo, un ragazzo che si innamora di Lesbia, una donna bella ma infedele. In questo modo, il pezzo richiede anche un solista di sesso maschile e femminile a rappresentare rispettivamente ciascuno di questi due ruoli. Il testo contiene anche una discussione di amore, tra, da un lato, un gruppo di giovani uomini e donne, e in contrasto, un gruppo di uomini vecchi.
- Praelusio: contiene un canto in cui giovani uomini e donne si dichiarano vicendevolmente il proprio amore e desiderio, finché un gruppo di vecchi li redarguisce;
- Actus I: contiene diversi carmi dal Liber di Gaio Valerio Catullo;
  - Odi et amo (carme 85)
  - Vivamus, mea Lesbia, atque amemus (carme 5)
  - Ille mi par esse deo videtur (carme 51)
  - Caeli, Lesbia nostra, Lesbia illa (carme 58)
  - Nulli se dicit mulier mea nubere malle (carme 70)
- Actus II: contiene ancora carmi dal Liber, intervallati dall'unico canto non in latino dell'opera, Dormi, dormi ancora (in italiano);
  - Iucundum, mea vita, mihi proponis amorem (carme 109)
  - Desine de quoquam quicquam bene velle mereri (carme 73)
- Actus III: contiene altri carmi dal Liber;
  - Odi et amo (carme 85)
  - Amabo, mea dulcis Ipsitilla (carme 32)
  - Ameana puella defututa (carme 41)
  - Miser Catulle, desinas ineptire (carme 8)
  - Nulla potest mulier tantum se dicere amatam (carme 87)
- Exodium: i ragazzi e le ragazze della Praelusio si dichiarano nuovamente il loro amore, mentre i vecchi si dichiarano sconfitti con un "Ohimè!".

## Incisioni
- Deutsche Grammophon (registrato nel giugno 1954, Nov 1955; rimasterizzato su CD 474 131-2): Annelies Kupper, Richard Holm; Bavarian Radio Chorus; Eugen Jochum, conduttore.
- CBS BRG 72611 (LP): Judith Blegen, Richard Kness; Coro della Temple University; Philadelphia Orchestra; Eugene Ormandy, conduttore Wilfred Mellers, Review of Catulli Carmina (1968).  The Musical Times,
- Arts Music (CD reissue): Ruth-Margaret Pütz, Donald Grobe; Cologne Radio Choir; Kolner Rundfunk-Sinfonie-Orchester; Ferdinand Leitner, conductor
- Deutsche Grammophon DGG 2530 074 (LP): Arleen Auger, Wieslaw Ochman; Chorus of the Deutsche Oper Berlin; Eugen Jochum, conduttore Robert Anderson, "Record Reviews: Catulli Carmina" (Dicembre 1971).
- Gupraphon 1112 1462 (LP, 1974); Ivo Židek, Helena Tattermuschová, Ludmilla Tržická, Vladimir Topinka; Vladimir Menci and Oldřich Kredba (pianoforte), Czech Philharmonic Chorus, Prague Symphony Orchestra, Vaclav Smetaček, conduttore.